# 井口裕香のむ〜〜〜ん し〜ずん2
『井口裕香のむ〜〜〜ん し〜ずん2』（いぐちゆかのむ〜〜〜ん しーずんツー）は、2025年4月14日からニコニコチャンネルと連携した形で、ニコニコ生放送にて配信されている映像付きインターネットラジオ番組。パーソナリティは井口裕香。

## 番組概要
超!A&G+で『井口裕香のむ〜〜〜ん ⊂（　＾ω＾）⊃』が2010年10月4日から2011年3月28日まで地上デジタルラジオにて放送され、同年4月4日から2025年3月24日までインターネット配信業者として配信されていたが、超!A&G+がサービス終了すると共に同番組も終了が発表されていた。その後、番組をリニューアルすると共に、新たにニコニコチャンネルを立ち上げた上で『井口裕香のむ〜〜〜ん しーずん2』のタイトルで毎月第2・4月曜日に生配信することが発表された。なお、超!A&G+を運営していた文化放送は関与せず、前番組で番組提供を行っていたマリン・エンタテインメントが関与する形となる。

### 配信時間
- ニコニコ生放送にて毎月第2・4月曜日21:00 配信
  - 前半は本編（無料パート）、後半はニコニコチャンネル会員限定（有料パート）

## コーナー
メールテーマ案
メールテーマを設け、リスナーから寄せられたメッセージを紹介する。
ゆかいな愚痴
井口やリスナーに聞いてもらいたい愚痴を募集し、紹介する。
お悩み
リスナーから井口に相談したいお悩みを募集し、井口が回答する。